# 日本リーグ争覇戦
日本リーグ争覇戦（にほんリーグ・そうはせん）は、国際プロレスが1978年11月3日から11月30日にかけて開催した、プロレスのリーグ戦である。

## 概要
発端は同じ1978年、新日本プロレスのアントニオ猪木が、プロレスラーの実力日本一を決定する日本選手権大会に向けた前段階として、新日本所属選手およびフリーの日本人選手による『プレ日本選手権』の開催を決定。これに対抗する形で、国際プロレスは当時提携していた全日本プロレスの協力のもと、吉原功のプロレス生活25周年を記念する企画として、同趣向のリーグ戦である『日本リーグ争覇戦』を同時期に開催することとなった。
当初は新日本プロレスにも参加を呼び掛けた結果、新日本サイドもこれに呼応、相互のリーグ戦における選手派遣の申し出があったというが、当時新日本と冷戦状態にあった全日本プロレスのジャイアント馬場が態度を硬化させたため、リーグ戦への新日本の参加は実現しなかった。しかし、11月25日の蔵前国技館大会に、新日本からストロング小林と小林邦昭が出場。その見返りとして、12月16日に同じく蔵前国技館で行われた『プレ日本選手権』の決勝大会には国際からアニマル浜口と寺西勇が出場した。同日は、『日本リーグ争覇戦』の優勝者であるラッシャー木村も来場、代表の吉原功と共に新日本のリングに上がり、両リーグ戦の優勝者同士による真の日本一決定戦をアピールした。
蜜月関係にあったはずの国際プロレスと全日本プロレスの間に不協和音が生じた結果、国際プロレスは提携先を新日本プロレスにシフトすることになり、12月26日には両団体による『日本選手権シリーズ』を翌1979年に開催することを発表、馬場にも出場を要請したが、馬場の出場はもちろん日本選手権シリーズも実現には至らなかった。

## 大会方式
国際プロレスと全日本プロレスの所属レスラーに、フリー、韓国、日系人レスラーを加えた16名が、A・Bの2ブロックに分かれての予選リーグを行い、各ブロックの得点上位選手3名（計6名）と、予選シード扱いのジャンボ鶴田と大木金太郎を加えた8選手により、決勝トーナメントを争う。

### 予選リーグ
試合は30分1本勝負とし、勝ち点制を採用。勝ち（反則・リングアウト・不戦勝も含む）は4点、負けは0点、時間切れ引き分けは2点、両者リングアウトによる引き分けは1点となっていた。
Aブロック
- 国際プロレス
  - マイティ井上
  - グレート草津
- 全日本プロレス
  - ロッキー羽田
  - 大熊元司
  - ミスター・サクラダ
- 所属フリー
  - ミスター・ヒト
- 韓国
  - 梁承揮
- 日系
  - プロフェッサー・タナカ

Bブロック
- 国際プロレス
  - ラッシャー木村
  - アニマル浜口
  - 寺西勇
  - 鶴見五郎
- 全日本プロレス
  - グレート小鹿
- 所属フリー
  - キム・ドク
  - 石川隆士
- 日系
  - ディーン・ホー

### 決勝トーナメント
予選リーグ終了時の上位各3名ずつ（Aブロック＝タナカ、サクラダ、井上、Bブロック＝木村、ドク、ホー）がそれぞれ進出し、これに鶴田、大木のシード2名を含む8人で争われる予定だったが、大木が棄権したため、Bブロックから石川が代替繰り上げ出場の形で決勝トーナメントに加わった。
トーナメントは45分1本勝負で行い、11月30日の決勝戦（千葉公園体育館）で木村がタナカを破り、優勝を果たした。

## 備考
- 本大会中における東京12チャンネル（現：テレビ東京）『国際プロレスアワー』のオープニングテーマは、通常の「パープルページェントマーチ」ではなく、ヴィレッジ・ピープルの「MACHO MAN」が使用され、決勝トーナメント入場式における入場テーマも「MACHO MAN」が使用された[3]。
- 予選リーグのBブロックには当初、ミスター・セキの出場が発表されていたが不参加となり、代打で鶴見五郎が出場した[1]。